# Alles wird gut
Alles wird gut é um filme de drama germano-austríaco de 2015 dirigido e escrito por Patrick Vollrath e interpretado por Simon Schwarz, Julia Pointner, Marion Rottenhofer, Daniel Keberle e Gisela Salcher. Ele foi indicado ao Oscar de melhor curta-metragem em 2016.